# Django Unchained
Django Unchained is een Amerikaanse westernfilm geschreven en geregisseerd door Quentin Tarantino. De film is geïnspireerd op de film Django uit 1966 en ging op 25 december 2012 in première in de Amerikaanse bioscopen. De eerste trailer van Django Unchained kwam uit op 6 juni 2012. Tarantino verklaarde dat hij mogelijk nog eens een verlengde versie van de film uitbrengt.
De film is een revisionistische western (kritisch naar de Amerikaanse geschiedenis) waarin een ongebruikelijk thema wordt aangesneden, namelijk de slavernij in de zuidelijke staten. Hij wilde zowel de decadentie van de zuidelijke elite als de verschrikkingen van de slavernij uitbeelden. Tarantino noemde de film een Southern. Tevens is de film een ode aan de spaghettiwestern. Volgens Tarantino was Django Unchained de gewelddadigste film die hij ooit maakte.

## Prijzen
Django Unchained werd genomineerd voor vijf Oscars, waaronder die voor beste film, beste oorspronkelijke scenario en beste mannelijke bijrol (Christoph Waltz). De twee laatstgenoemde nominaties werden ook daadwerkelijk verzilverd. Daarnaast won de film meer dan dertig andere prijzen, waaronder Golden Globes voor beste scenario en beste bijrolspeler (Waltz), BAFTA Awards voor beste scenario en beste bijrolspeler (Waltz), een Saturn Award voor beste scenario en een National Board of Review Award voor beste bijrolspeler (Leonardo DiCaprio). De soundtrack van Django Unchained werd genomineerd voor een Grammy Award.

## Verhaal

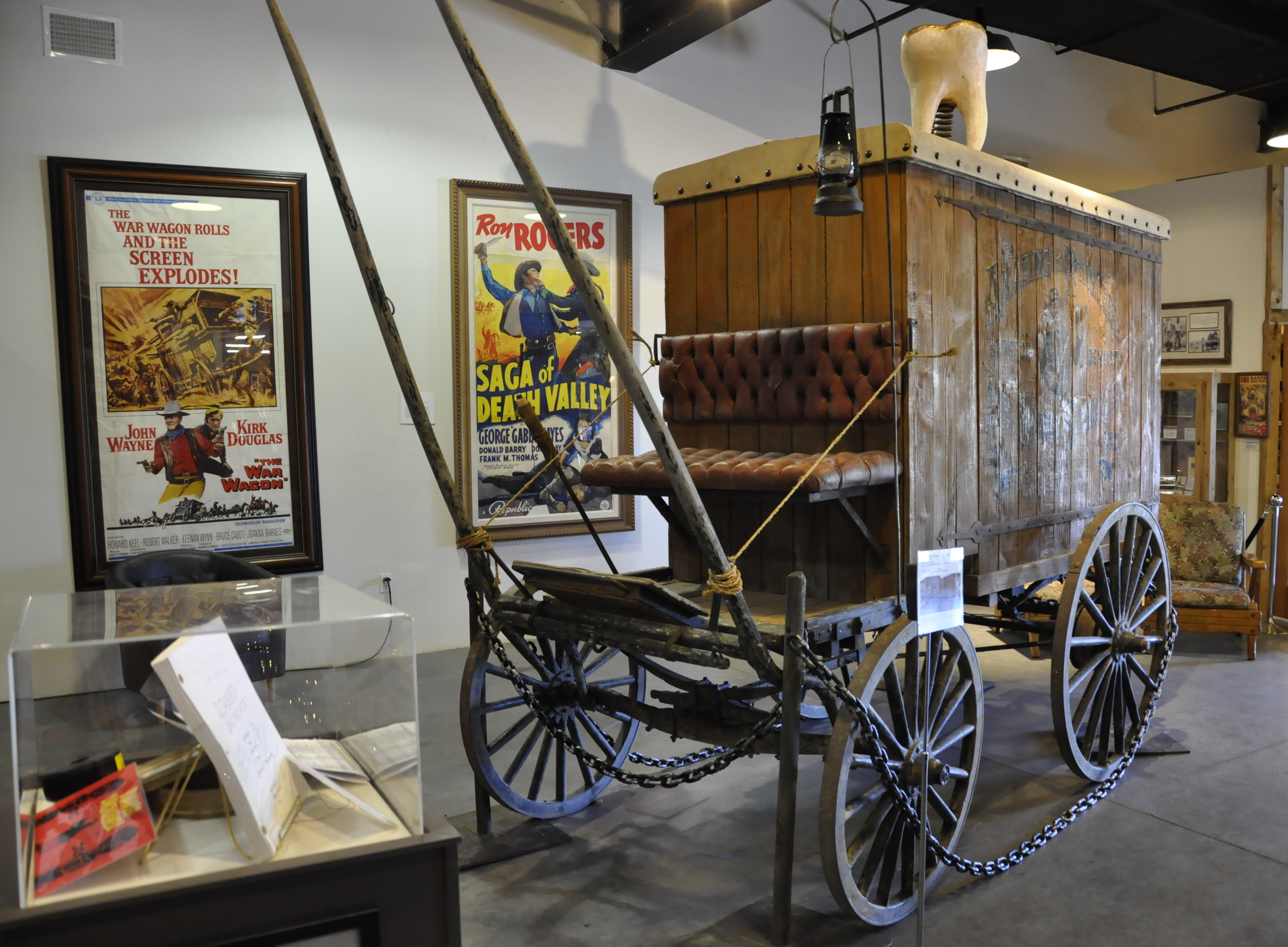
De koets van de premiejager. Dit rekwisiet uit de film wordt bewaard in het Lone Pine Film History Museum.

De tijd is 1858, een paar jaar voor de Amerikaanse Burgeroorlog. Op een avond in Texas komt een klein slaventransport de premiejager en voormalig tandarts dr. King Schultz tegen. Onder de slaven bevindt zich Django, die net verkocht is en afscheid heeft moeten nemen van zijn vrouw Broomhilda. Schultz vraagt of een van de slaven Django is en vraagt hem vervolgens of hij de drie outlaw-broers Brittle kan herkennen. Zij waren namelijk de opzichters op de plantage van de vorige eigenaar van Django en Schultz heeft een opsporingsbevel tegen hen. Schultz biedt aan om Django te kopen maar wanneer Ace en Dicky Speck, de twee begeleiders van het transport, hun wapen trekken wordt Ace gedood door Schultz en Dicky verwond. Schultz legt alsnog geld neer voor de koop, geeft de slaven de keuze om hulp te halen voor Dicky of om zichzelf los te maken en Dicky dood te schieten. Hij gooit hen daarop de sleutel toe en adviseert hen, wat de keuze ook is, naar het noorden te lopen. Schultz spreekt af met Django dat als hij hem helpt de gebroeders Brittle te pakken, hij een deel van de opbrengst en zijn vrijheid krijgt.
Bij het vinden en ombrengen van de Brittles valt Schultz het talent voor premiejager bij Django op en hij stelt voor om hem volledig op te leiden tot premiejager. Bovendien zegt hij toe Django te zullen helpen met de zoektocht naar zijn vrouw en ook haar te bevrijden van de slavernij.
Na de nodige criminelen gedood te hebben, ontdekken ze dat Django's vrouw samen met andere slavinnen wordt vastgehouden op Candyland, de ranch van Calvin Candie, waar ze worden gebruikt als seksslavinnen. Schultz beseft dat ze Broomhilda niet zomaar kunnen kopen maar verzint een list. Ze benaderen Candie in New Orleans met het verzoek om een "Mandingo" (een soort gladiator) van hem te kopen. Candie neemt hen mee naar zijn landgoed waar Schultz aangeeft eerst de Mandingo aan een medisch onderzoek te laten onderwerpen maar toont ook interesse om Broomhilda te kopen. Candies huisslaaf Stephen doorziet hen en Candie dreigt Broomhilda te vermoorden als ze niet meteen de hoofdprijs voor haar betalen.
Na het sluiten van de tekenovereenkomst geeft Candie aan dat de deal pas beklonken is als hij en Schultz er de hand op schudden. Na aandringen biedt Schultz zijn hand aan en komt zijn polspistool tevoorschijn en schiet Schultz Candie dood, Pooch schiet hierop Schultz dood. Django trekt het pistool uit Pooch zijn holster en schiet Pooch dood, hierna volgt een vuurgevecht met aangestormde hulp van Candie zijn mannen, waarbij velen neergeschoten worden door Django. Stephen roept dat Django zich over moet geven omdat hij anders Broomhilda laat neerschieten, Django geeft op en wordt gevangengenomen. De volgende dag staan ze op het punt Django te castreren wanneer Stephen komt vertellen dat Django aan een mijnbedrijf is verkocht om zich daar dood te werken. Django ontsnapt aan het transport en keert terug. Hij bevrijdt Broomhilda en er volgt wederom een schietpartij wanneer de familie terugkomt van de begrafenis. Django doodt iedereen behalve Stephen, die hij in zijn knieschijven schiet zodat hij het landhuis niet kan verlaten. Hij ontsteekt de lont van het geplaatste dynamiet en nadat het landhuis opgeblazen is, rijdt hij met Broomhilda weg.

## Rolverdeling
| Acteur                | Personage                     | Opmerkingen                                         |
| --------------------- | ----------------------------- | --------------------------------------------------- |
| Jamie Foxx            | Django Freeman                | Protagonist                                         |
| Christoph Waltz       | Dr. King Schultz              | Premiejager                                         |
| Leonardo DiCaprio     | Calvin J. Candie              | Slavenhouder                                        |
| Kerry Washington      | Broomhilda "Hildi" von Shaft  | Vrouw van Django                                    |
| Samuel L. Jackson     | Stephen Warren                | Huisslaaf van Calvin                                |
| Walton Goggins        | Billy Crash                   | Opzichter op Candyland                              |
| Dennis Christopher    | Leonide Moguy                 | Raadsman van Calvin                                 |
| James Remar           | Butch Pooch / Ace Speck       | Rechterhand van Calvin                              |
| David Steen           | Mr. Stonesipher               | Leider van de trackers op Candyland                 |
| Dana Gourrier         | Cora                          | Slavin op Candyland                                 |
| Nichole Galicia       | Sheba                         | Slavin op Candyland                                 |
| Laura Cayouette       | Lara Lee Candie-Fitzwilly     | Calvins zus                                         |
| Ato Essandoh          | D'Artagnan                    | Gevluchte Mandingo                                  |
| Sammi Rotibi          | Rodney                        | Slaaf                                               |
| Clay Donahue Fontenot | Luigi                         | Slaaf                                               |
| Escalante Lundy       | Big Fred                      | Mandingo                                            |
| Miriam F. Glover      | Betina                        | Slavin                                              |
| Don Johnson           | Spencer "Big Daddy" Bennett   | Plantagehouder                                      |
| Franco Nero           | Amerigo Vessepi               | Nero speelde de oorspronkelijke "Django"            |
| James Russo           | Dickey Speck                  |                                                     |
| Tom Wopat             | Marshall Gill Tatum           |                                                     |
| Omar J. Dorsey        | Chicken Charlie               |                                                     |
| Don Stroud            | Bill Sharp                    | Sheriff                                             |
| Bruce Dern            | Curtis Carrucan               | Voormalige eigenaar van Django en Broomhilda        |
| M.C. Gainey           | "Big" John Brittle            | Opzichter op de plantages van Carrucan en Big Daddy |
| Cooper Huckabee       | Roger "Little Raj" Brittle    | Opzichter op de plantages van Carrucan en Big Daddy |
| Doc Duhame            | Ellis Brittle                 | Opzichter op de plantages van Carrucan en Big Daddy |
| Jonah Hill            | Zakdrager #2                  | Handlanger van Big Daddy (parodie op de KKK)        |
| Lee Horsley           | Sheriff Gus                   |                                                     |
| Rex Linn              | Tennessee Harry               |                                                     |
| Misty Upham           | Minnie                        |                                                     |
| Danièle Watts         | Coco                          |                                                     |
| Russ Tamblyn          | Zoon van een schutter         |                                                     |
| Amber Tamblyn         | Kleindochter van een schutter |                                                     |
| Zoë Bell              | Vrouwelijke tracker           | Tracker op Candyland                                |
| Michael Bowen         | Tracker                       | Tracker op Candyland                                |
| Robert Carradine      | Tracker Lex                   | Tracker op Candyland                                |
| Jake Garber           | Tracker                       | Tracker op Candyland                                |
| Ted Neeley            | Tracker                       | Tracker op Candyland                                |
| James Parks           | Tracker                       | Tracker op Candyland                                |
| Tom Savini            | Tracker Cheney                | Tracker op Candyland                                |
| Michael Parks         | Roy                           | Werknemer The LeQuint Dickey Mining Co.             |
| John Jarratt          | Floyd                         | Werknemer The LeQuint Dickey Mining Co.             |
| Quentin Tarantino     | Frankie                       | Werknemer The LeQuint Dickey Mining Co.             |
| Michael Bacall        | Smitty Bacall                 | Leider van de Smitty Bacall-bende                   |
| Ned Bellamy           | Wilson                        |                                                     |
| Sharon Pierre-Louis   | "Little" Jody                 |                                                     |

## Discografie

### Albums
| Album met eventuele hitnotering(en) in de Nederlandse Album Top 100 | Datum van verschijnen | Datum van binnenkomst | Hoogste positie | Aantal weken | Opmerkingen |
| ------------------------------------------------------------------- | --------------------- | --------------------- | --------------- | ------------ | ----------- |
| Django unchained                                                    | 2013                  | 26-01-2013            | 56              | 1*           |             |

| Album met hitnotering(en) in de Vlaamse Ultratop 200 albums | Datum van verschijnen | Datum van binnenkomst | Hoogste positie | Aantal weken | Opmerkingen |
| ----------------------------------------------------------- | --------------------- | --------------------- | --------------- | ------------ | ----------- |
| Django unchained                                            | 2013                  | 26-01-2013            | 16              | 1*           |             |

## Decors

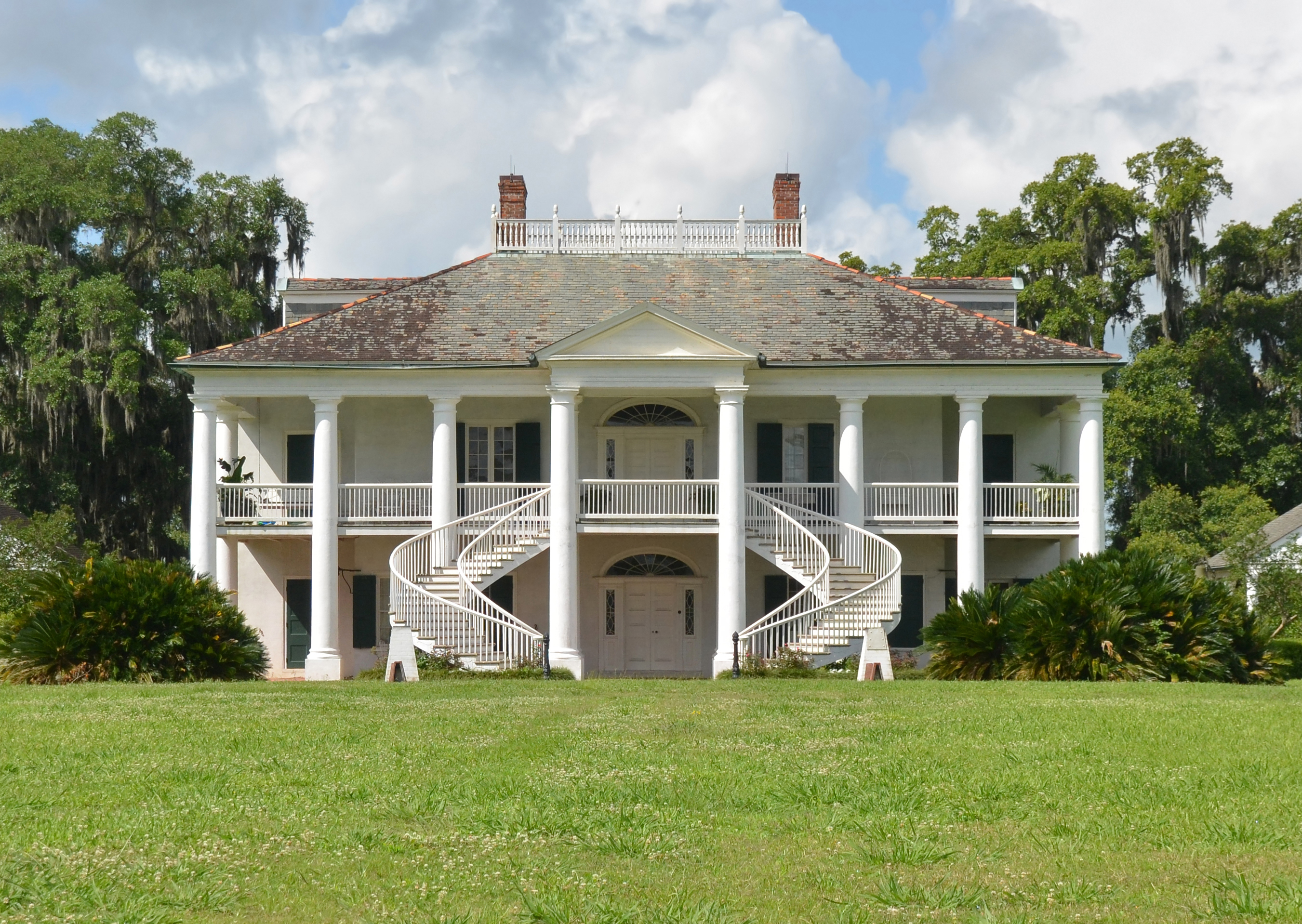
Evergreen Plantation

De scènes op de plantages werden opgenomen op het terrein van de Evergreen Plantation in Louisiana, waarbij het plantagehuis de locatie in Tennessee verbeeldt. Op het terrein werd een apart plantagehuis opgebouwd, van hout, in Antebellum-architectuur, dat het huis Candyland voorstelt. Dit huis heeft de dinerzaal op de eerste verdieping. Dit was zeer ongebruikelijk voor landhuizen uit die tijd maar dit maakte wel een goede trapscène mogelijk. Op het terrein werden tuinbonen verbouwd omdat deze van een afstand op katoenplanten lijken en snel konden groeien voordat de opnamen begonnen.
Over de kleursetting is ook nagedacht. De scènes met Calvin Candie zijn veel omgeven met bordeauxrode tinten. Het landhuis Candyland is een mooie omgeving die veel rust uitstraalt. Dit was bedoeld om als contrast te dienen. Aan de ene kant is er de rust en schoonheid van het landhuis met mooie zonsopgangen en aan de andere kant de behandeling van de slaven. Langzaamaan wordt de achtergrond steeds roder, totdat de schietpartij begint en de muren uiteindelijk onder het bloed zitten.
De setdesigner J. Michael Riva stierf voordat de opnamen afgerond waren.

## Trivia
- DiCaprio raakte tijdens het filmen van een scène gewond aan zijn hand. Hij sloeg te hard op de tafel waardoor hij een stuk glas brak met zijn hand. Ondanks het bloed en de pijn, bleef DiCaprio in zijn rol en verwerkte zelfs zijn bebloede hand in de scène door het in het gezicht te smeren van Kerry Washington. Dit stuk in de film is dus geheel geïmproviseerd door DiCaprio zelf.[5]
- De Italiaanse acteur Franco Nero die de hoofdrol speelde in Django uit 1966 heeft een cameo in de film. Hij speelt de eigenaar van de gladiator die in een bordeel tegen een gladiator van Candy vecht. Hij laat een meisje genaamd Mercedes zijn jas aangeven. In de oorspronkelijke film nam hij juist wraak omdat een zekere Mercedes gedood was. Ook praat hij even met Django aan de bar.
- Het idee van de Mandingo-gevechten is geïnspireerd op de film Mandingo, de scènes in de sneeuw zijn een hommage aan de spaghettiwestern Il grande silenzio en de toevoeging aan de titel Unchained is afgeleid van de film Hercules Unchained.